# Марченко, Яков Григорьевич
Яков Григорьевич Ма́рченко (1908—1969) — советский оператор документального кино. Лауреат Сталинской премии третьей степени (1952). Член ВКП(б) с 1931 года.

## Биография
Я. Г. Марченко родился 10 (23) октября 1908 года в городе Хиславичи Смоленской губернии в рабочей семье. Русский. Учился во ВГИКе. Член ВКП(б) с 1931 г. В 1934–1941 годах оператор Ленинградской студии кинохроники.
В годы войны – фронтовой оператор. Снимал события на Северо-Западном, Брянском, 2-м Прибалтийском фронтах.
В служебной характеристике периода его работы в киногруппе Брянского фронта (с 24.6.1942) отмечалось: «Марченко – опытный оператор, хорошо ориентирующийся во фронтовой обстановке. Сильной стороной его работы является репортаж, событийная съемка. Один из лучших его сюжетов был сделан на Северо-Западном фронте в период зимнего наступления Красной Армии в районе Торопец – Андреаполь. Как кинорепортер по преимуществу Марченко уделяет достаточно внимания кинодокументации, он предпочитает основывать свою съемку на конкретных фактах и событиях....
...Лучшие сюжеты "Бой за высоту 220", ("День войны"), "На плоскогорьях Дона" (СКЖ № 63), "На безымянной высоте" (СКЖ № 78).»
Лауреат Сталинской премии (1952) за участие в съемках фильма «Цветущая Украина». После войны работал на Украинской студии хроникально-документальных фильмов.
Я. Г. Марченко умер 1 мая 1969 года.

## Фильмография
- 1942 — День войны
- 1943 — Орловская битва
- 1947 — Советская Латвия
- 1948 — На полях Украины
- 1951 — Цветущая Украина
- 1954 — Навеки с русским народом
- 1955 — Город бессмертной славы
- 1958 — Спортивная Украина
- 1964 — Праздник на Тарасовой земле
- 1966 — Подолянки

## Награды и премии
- Сталинская премия третьей степени (1952) — за кинокартину «Цветущая Украина» (1951)
- орден Красного Знамени (14.4.1944) — за фронтовые киносъёмки
- медаль «За боевые заслуги» (21.2.1943; был представлен к ордену Красной Звезды)
- медаль «За доблестный труд в Великой Отечественной войне 1941–1945 гг.»,
- медаль «За победу над Германией в Великой Отечественной войне 1941–1945 гг.».